# Margarodidae
Famille
Margarodidae est une famille d'insectes hémiptères de la super-famille des Coccoidea (cochenilles).

## Liste des genres
Selon BioLib (8 avril 2018) :
- Dimargarodes Silvestri, 1938
- Eumargarodes Jakubski, 1950
- Eurhizococcus Silvestri, 1936
- Heteromargarodes Jakubski, 1965
- Margarodes Guilding, 1828
- Margarodesia Foldi, 1981
- Neomargarodes Green, 1914
- Porphyrophora Brandt, 1833
- Promargarodes Silvestri, 1938
- Termitococcus Silvestri, 1901

Selon ITIS (8 avril 2018) : 
- Icerya Signoret, 1875